# 泗洪县
泗洪县在中国江苏省西北部，为中国江苏省下辖县，现由宿迁市代管。淮河下游，东临洪泽湖，西与安徽接壤，位于长三角经济区和江苏沿海经济带交叉辐射区域。县人民政府驻大樓街道和諧路5號。区域总面积为2,693.91平方公里。
泗洪縣歷史悠久，5萬年前下草灣人在此逐水而居，繁衍生息，是新生代世界生物進化中心之一。境內的“雙溝醉猿”，已有1200萬年以上的歷史，西周為徐國的中心，吳越文化和楚徐文化在這裏相互滲透和融合。

## 历史
秦朝时属于东海郡凌縣。
西漢时地属臨淮郡（郡治在徐縣，今泗洪縣南半城）和泗水国（治所在凌县，今泗阳县西北），屬徐州刺史部。東漢属下邳國。
唐朝属于河南道徐州。北宋属属淮南东路宿州，部分属于京东西路徐州。金朝时属于山东西路。元朝时属于河南江北行省。
明朝时属于南直隶凤阳府泗州直隶州，清朝初期属于江南省，后划入新成立的安徽省。
中华民国初期属于安徽省淮泗道。

中華民國時期，泗洪縣屬安徽省管轄

1940年10月，中共皖东北地委和专署（后改为淮北苏皖边区党委和行政公署）建立，境内先后设置了泗南、泗宿、泗阳、洪泽等敌后抗日根据地边区县。
1947年6月，泗南县与洪泽县湖西部分合并，建立泗洪县，至11月撤销。
1949年4月29日，以泗南县、泗宿县的大部分区域及洪泽湖管理局、泗阳县龙集、界集区等地合并正式建立泗洪县。属江淮区，后改属皖北行政公署宿县地区，
1952年属安徽省宿县专区
1955年用江苏省为了便于管理洪泽湖地区，用江苏省的两县（砀山，萧县）交换安徽省的两县（泗洪，盱眙），遂划归江苏省，归属淮阴专区。
1970年属淮阴地区。
1983年属淮阴市。
1985年12月，泗洪县鲍集、管镇、兴隆、铁佛4乡划归盱眙县，洪泽县的半城、临淮、成河3乡镇划归泗洪县。
1996年8月，泗洪县由淮阴市划属宿迁市。县政府所在地为青阳镇。
2004年3月，陈集镇从泗洪县划归宿城区。
2005年8月，撤销大楼乡、重岗乡，将其行政区域并入青阳镇，同时将五里江农场并入青阳镇。
2006年5月，五里江农场由县经济开发区托管。
2018年5月7日，撤销泗洪县青阳镇，设立青阳街道。

## 人口
常住人口小幅回升。2023年末，全县户籍总户数29.07万户，比上年减少0.06万户。户籍总人口107.23万人，比上年减少0.69万人。全县出生人口0.45万人，出生率为5.24‰；死亡人口0.70万人，死亡率为8.15‰；人口自然增长率为-0.25‰。全县常住人口85.97万人，比上年增加0.08万人，常住人口城镇化率64.06%，比上年提高0.95个百分点。

## 行政区划
泗洪县下辖3个街道办事处、12个镇、4个乡：
青阳街道、大楼街道、重岗街道、双沟镇、上塘镇、魏营镇、临淮镇、半城镇、孙园镇、梅花镇、归仁镇、金锁镇、朱湖镇、界集镇、龙集镇、天岗湖乡、车门乡、瑶沟乡、石集乡、五里江农场和洪泽湖农场。

## 经济发展
目前，落户县级园区项目66个，其中亿元以上项目28个，完成亿元新开工项目11个、新竣工项目6个，丰远新材料、国邦玻璃等优质项目竣工投产。文体小镇加快推进，入驻昆仑体育、鑫海体育等国内知名文体企业10家。工业质态加速转型，实现规模以上工业增加值150亿元、增长9.2%，开票销售217.3亿元、增长21.1%，工业入库税收16.85亿元、增长4.4%，工业用电量增长18%、全市第一，“2+1”特色产业实现产值175亿元、增长9.2%。企业培育成效明显，完成泽民禽业、首义薄膜等兼并重组项目9个，斯迪克新型材料荣获2017年度市长质量奖、全市唯一。科技创新力度加大，新获批国家级高新技术企业8家、省级研究生工作站4家，对接省“双创人才”15人，金水特种水产养殖公司获批科技部星创天地备案。承载能力显著增强，县经济开发区在全省110家开发区中排名上升5个位次，常泗园区在全省45家共建园区中位列第三，在县级共建园区中排名第一。

## 自然条件

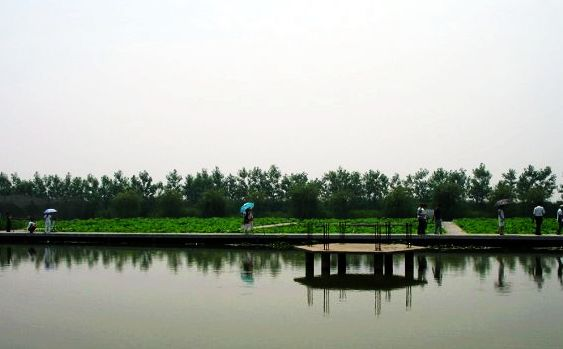
泗洪洪泽湖湿地

泗洪县位于江苏省西北部，淮河中游，东临中国五大淡水湖之一的洪泽湖，西接安徽省泗县、五河县、明光市。地理坐标为北纬33°08′―33°44′，东经117°56′―118°46′，县境南北最大纵距67.1公里，东西最大横距78.5公里。境内地形以平原、岗地为主，亦有零星丘陵，地形起伏，形如姜状。西南和西部有零星残丘蛰伏于宽广岗地之上，北部为黄泛平原，南部和西南部为岗地与平原相间排列地形。总地势是西南、西部高，东南、南部低，最高点海拔62.8米，最低点海拔11.6米。泗洪属东亚季风区，又属北亚热带和北暖温带的过渡区，季风显著，四季分明，雨量集中，雨热同季，冬冷夏热，春温多变，秋高气爽，光能充足，热量富裕。年均气温14.6度，年均降水量893.9mm，年均日照总时数2326.7小时，无霜期213天，降雪日9.2天，年均风速3.7m/s。土壤具有多宜性，有黄潮土、砂礓黑土、淋溶褐土三大类、31个土种，宜旱、宜水、宜林、宜牧；农业生产条件得天独厚，农作物、林木、水产、畜禽种类繁多。矿产资源丰富，地下蕴藏有石英砂、金刚石、铁锰结核矿、褐铁矿、澎润土、天然矿泉水等矿产资源。

## 交通

### 公路
- 宁宿徐高速(泗洪段)
- 盐洛高速(泗洪段)
- 235国道
- 343国道
- 245省道
- 121省道
- 232省道
- 306省道

### 铁路
宿淮铁路泗洪段(全长23.5公里)
合新铁路（在建）泗洪北站

## 荣誉称号
2017年10月，被住建部命名为国家园林县城。

## 教育

### 高等教育
泗洪开放大学

### 普通高中
- 江苏省泗洪中学
- 江苏省淮北中学
- 洪翔中学
- 泗洪第一高级中学
- 泗洪姜堰高级中学
- 新星中学
- 兴洪中学
- 振洪双语中学（原泗洪如皋一中实验学校）

### 职业学校
- 泗洪中等专业学校（四星级）
- 宿迁工业中等专业学校（三星级）
- 新星中等专业学校（三星级）

## 旅游
- 洪泽湖湿地景区 AAAAA
- 双沟酒文化旅游区 AAAA
- 稻米文化馆 AAA
- 洪泽湖湿地观鸟园 AAA
- 柳山湖景区 AAA
- 洪泽湖湿地温泉度假村 AAA
- 穆墩岛景区 AAA
- “春到上塘”纪念馆 AA
- 烈士陵园 AA
- 雪枫墓园 AA
- 朱家岗烈士陵园 AA
- 淮北抗日民主根据地纪念公园
- 古徐阁景区
- 淮北抗日民主根据地纪念馆

## 特产
- 双沟酒
- 洪泽湖大闸蟹
- 洪泽湖鱼头
- 洪泽湖白鱼
- 天岗湖银鱼羹
- 归仁绿豆饼
- 峰山百叶